# Mary Patchett
Mary Elwyn Patchett, née le 2 décembre 1897 à Sydney et morte en 1989 en Angleterre est une femme de lettres australienne, auteure de littérature de jeunesse.

## Biographie
Mary Patchett grandit dans un ranch de bétail dans le Queensland. Elle travaille comme journaliste pour le groupe The Sun avant de partir pour l'Angleterre en 1931. En 1953, elle publie son premier roman, Ajax the Warrior, sur un chien, qui avait d'abord été écrit pour la BBC. À partir de 1958, elle publie ensuite une série sur un cheval, Brumby. Elle écrit aussi des récits de science-fiction (Kidnappers of Space, Adam Troy, Astroman, Lost on Venus). Elle était membre de la British Interplanetary Society.

## Œuvres traduites
- Frère sauvage (Wild Brother, 1954), Robert Laffont, 1955.
- 4 aventures de Ajax, le chien sans peur : Ajax le guerrier (Ajax the Warrior, 1953) ; Tam l'indompté (Tam the Untamed, 1954) ; Le Trésor de la Grande barrière (Treasure of the Reef, 1955) ; Mary et ses amis (Return to the Reef, 1956), Robert Laffont, 1958.
- Mamou (Cry of the heart, 1956), Hachette Bibliothèque verte, 1959.
- Mirri, chien sauvage (In a Wilderness, 1962), Calmann-Lévy, 1965.
- L'Enfant et les aigles (The Proud Eagles, 1960), Calmann-Lévy, 1966.
- L'Enfant du désert, illustrations Michel Gourlier, Éditions G. P., coll.  Rouge et or Souveraine, no 254, 1967.

### Sources
- Catalogue de la Bibliothèque nationale de France
- Catalogue de la British Library